# كارول كورنوال مادسن
كارول كورنوال مادسن (بالإنجليزية: Carol Cornwall Madsen)‏ هي مؤرخة أمريكية، ولدت في 1930.